# Евсеева, Елена Юрьевна
Елена Юрьевна Евсе́ева (род. 13 декабря 1982, Ижевск) — российская балерина, солистка Михайловского (2001—2008) и Мариинского (с 2008) театров. Народная артистка Удмуртской республики (2023).

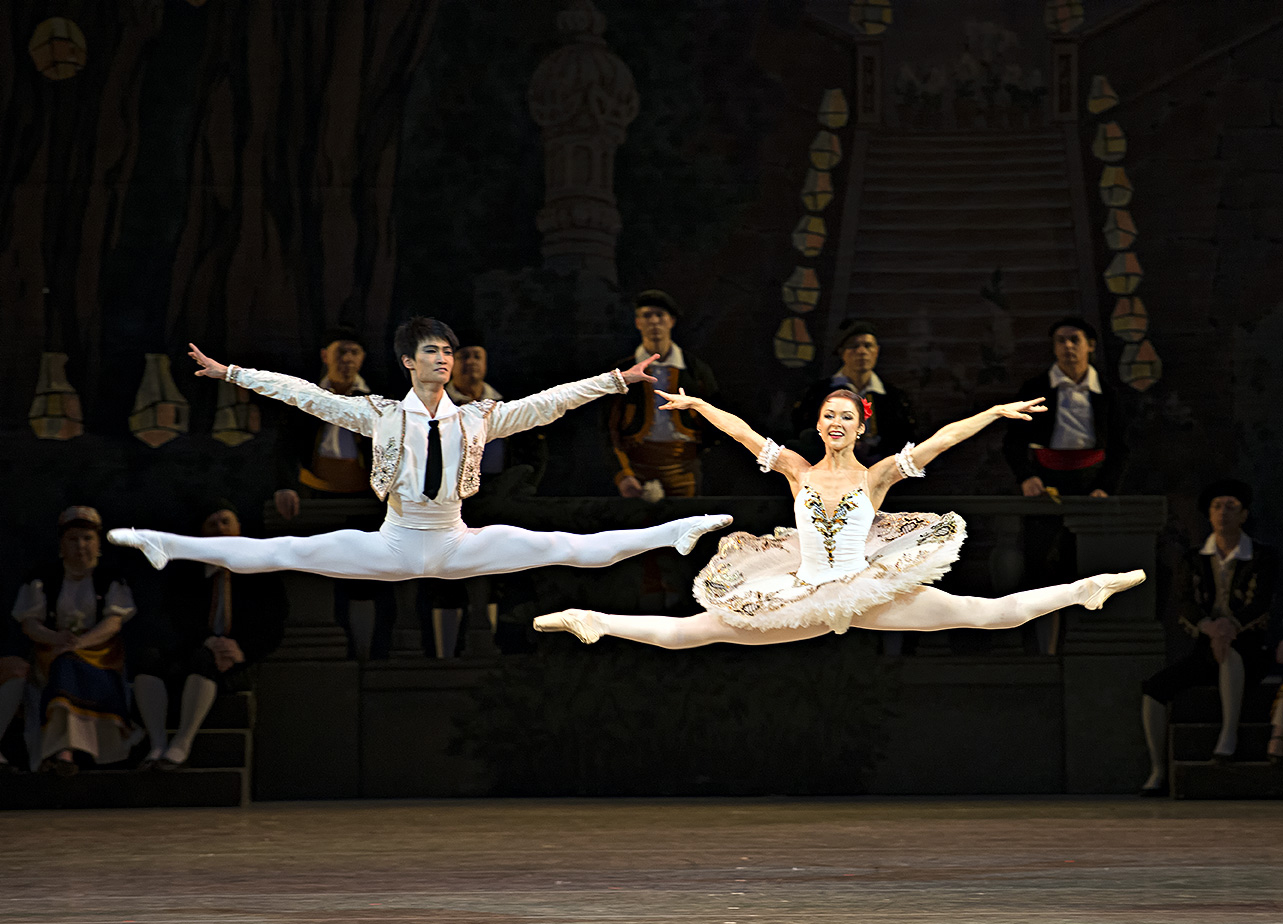
Елена Евсеева и Кимин Ким на сцене Мариинского театра, 2012 год

## Биография
Елена Евсеева родилась в Ижевске; её отец — экономист, мать — мастер спорта по спортивной гимнастике. Затем она поехала в Пермь, где поступила в Пермское хореографическое училище. В возрасте 14 лет переехала в Петербург, после того как педагог из театра балета Бориса Эйфмана, заметившая Елену среди зрителей международного балетного конкурса, проходившего в Москве, посоветовала родителям перевести её в Академию русского балета имени А. Я. Вагановой. После окончания Академии в 2001 году по классу заслуженного деятеля искусств Марины Васильевой была принята в балетную труппу Михайловского театра, где была ведущей солисткой с 2001 по 2008 год. С 2008 года танцует в труппе Мариинского театра на положении первой солистки. Работает под руководством педагога-репетитора Любови Кунаковой.
В 2009 году на Международном конкурсе артистов балета, проходившем в Сеуле, Евсеева в дуэте с Константином Зверевым выиграла I премию.
В 2011 году ей было присвоено звание заслуженной артистки Удмуртской республики.
В 2019 году она стала лауреатом премии «Золотой софит» в номинации «Лучшая женская роль в балетном спектакле» за роль в спектакле «Push Comes to Shove».
В 2023 году ей было присвоено звание народной артистки Удмуртской республики.

## Репертуар

#### Михайловский театр
- Маша, «Щелкунчик»
- фея Бриллиантов, принцесса Аврора, «Спящая красавица»
- Гамзатти, «Баядерка»
- Китри, «Дон Кихот»
- Медора, «Корсар»
- Раймонда, «Раймонда»
- Жизель, «Жизель»
- Мазурка, Седьмой вальс, «Шопениана»
- Одетта и Одиллия, «Лебединое озеро»
- Редисочка, «Чиполлино»
- Эгина, «Спартак»[2].
- «Вальпургиева ночь», балетный фрагмент в опере «Фауст» — хореография Георгия Ковтуна

#### Мариинский театр
- Сильфида, «Сильфида» — хореография Августа Бурнонвиля в редакции Эльзы-Марианны фон Розен;
- Жизель, Зюльма, pas de deux I акта, «Жизель» — хореография Жана Коралли, Жюля Перро, Мариуса Петипа;
- Гамзатти, «Баядерка» — хореография Мариуса Петипа, редакция Владимира Пономарёва и Вахтанга Чабукиани;
- Гюльнара, Одалиска, «Корсар» — постановка Петра Гусева на основе композиции и хореографии Мариуса Петипа;
- вариация, Grand pas из балета «Пахита» — хореография Мариуса Петипа;
- pas de trois I акта, «Лебединое озеро» — хореография Мариуса Петипа и Льва Иванова, редакция Констанина Сергеева;
- Китри, «Дон Кихот» — хореография Мариуса Петипа, Александра Горского;
- Седьмой вальс, Прелюд, Одиннадцатый вальс, Мазурка, «Шопениана» — хореография Михаила Фокина;
- солистка, «Свадебка» — хореография Брониславы Нижинской;
- Мария, Бахчисарайский фонтан" — хореография Ростислава Захарова;
- Маша, «Щелкунчик» — хореография Василия Вайнонена;
- Барышня, «Барышня и хулиган» — хореография Константина Боярского;
- Сюимбике, «Шурале» — хореография Леонида Якобсона;
- Вакханка, «Вальпургиева ночь» — хореография Леонида Лавровского;
- танец золота, Ширин, «Легенда о любви» — хореография Юрия Григоровича;
- Фанни Черрито, Pas de Quatre — хореография Антона Долина.
- балеты Джорджа Баланчина:
  - Полигимния, «Аполлон[англ.]»,
  - «Вальс»,
  - «Тарантелла[англ.]»
  - солистка III части, «Симфония до мажор»,
  - Pas de deux на музыку Чайковского[англ.],
  - Бабочка, «Сон в летнюю ночь[англ.]»;
- Маша, «Щелкунчик» — постановка Михаила Шемякина, хореография Кирилла Симонова;
- Худышка, Золушка, «Золушка» — хореография Алексея Ратманского;
- балеты Уильяма Форсайта:
  - «Там, где висят золотые вишни»,
  - Approximate Sonata;
- две наяды, «Ундина» — хореография Пьера Лакотта;
- Часы-соло, «Стеклянное сердце» — хореография Кирилла Симонова.
- постановки Юрия Смекалова:
  - номер «Расставание»,
  - Параша, «Медный всадник»;
- Without — хореография Бенжамена Мильпье;
- «Инфра» — хореография Уэйна Макгрегора.
- «Вальс» Мошковского
- «Талисман[англ.]» — хореография Мариуса Петипа
- Катерина, «Каменный цветок» — хореография Юрия Григоровича[7]

Также в репертуаре:
- Pas de deux Дианы и Актеона из балета «Эсмеральда» — хореография Агриппины Вагановой;
- Pas de six из балета «Маркитантка» — хореография Артура Сен-Леона;
- Grand pas classique — хореография Виктора Гзовского;
- «Вешние воды» — хореография Касьяна Голейзовского в редакции Вадима Десницкого;
- «Вешние воды» — хореография Асафа Мессерера;
- Pas de deux из балета «Пламя Парижа» — хореография Василия Вайнонена;
- «Бхакти» — хореография Мориса Бежара;
- «Лабиринт» — хореография Ксении Зверевой
- Лауренсия, Pase-de-sis, «Лауренсия» — хореография Вахтанга Чабукиани

## Награды
- 2009 — Лауреат I премии Международного конкурса артистов балета в Сеуле
- 2011 — Заслуженная артистка Удмуртской республики
- 2019 — Лауреат премии «Золотой софит» в номинации «Лучшая женская роль в балетном спектакле» за роль в спектакле «Push Comes to Shove»
- 2023 — Народная артистка Удмуртской республики